# Pfarrhaus (Asten)

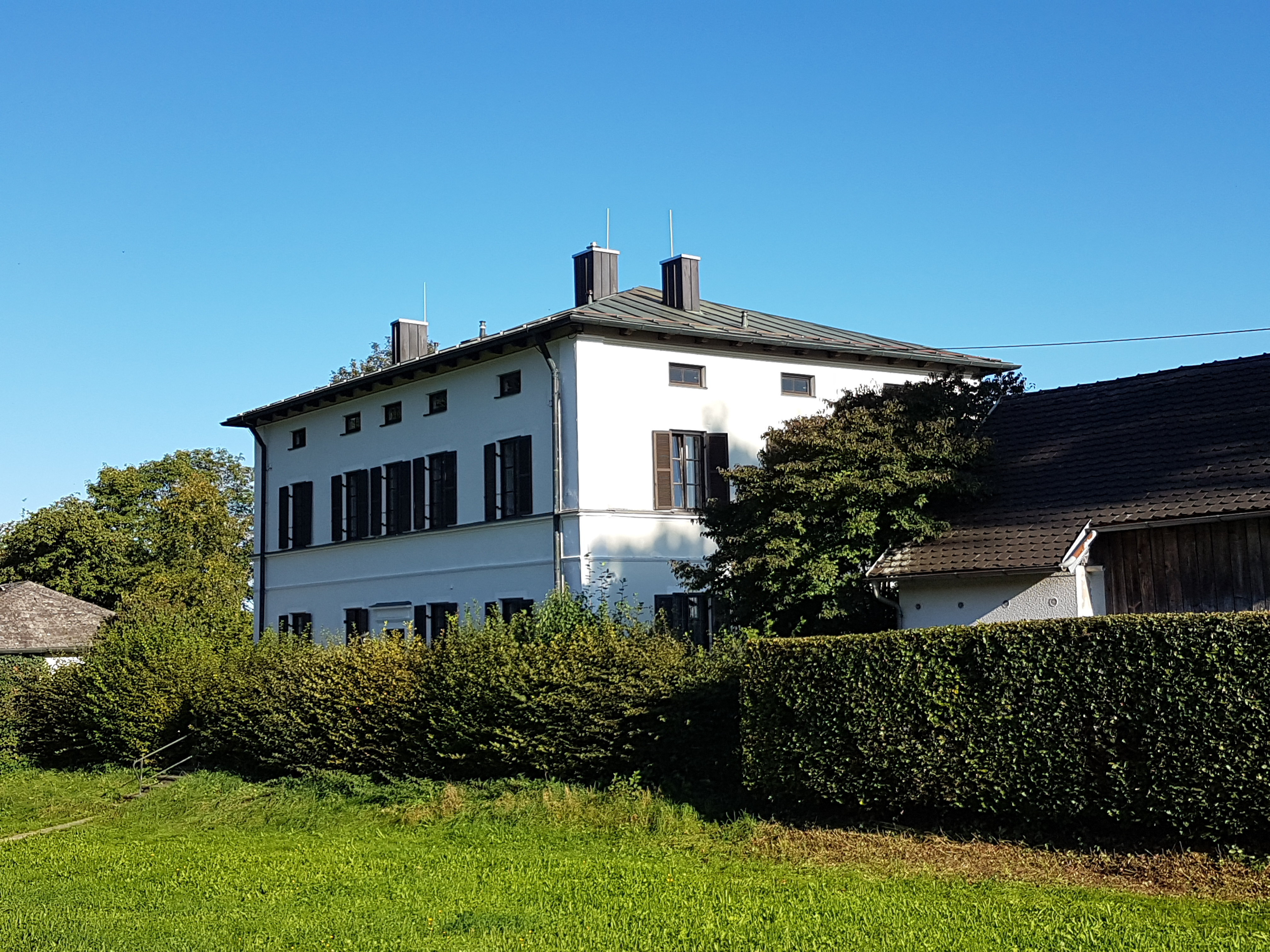
Pfarrhaus in Asten (Rückseite)

Das Pfarrhaus in Asten, einem Stadtteil von Tittmoning im oberbayerischen Landkreis Traunstein, wurde 1880/81 errichtet. Das Pfarrhaus südöstlich der Pfarrkirche Mariä Himmelfahrt mit der Adresse Am Gangsteig 7 ist ein geschütztes Baudenkmal. 
Der spätklassizistische Walmdachbau besitzt zwei Geschosse mit Mezzanin und eine Putzgliederung. Mit dem Pfarrhaus in Tittmoning gibt es stilistische Übereinstimmungen. 
Der kubische Baukörper wird an der Vorderseite durch einen flachen Mittelrisalit mit aufgesetztem Eisenbalkon betont. Die Fenster des Obergeschosses an dieser Schauseite besitzen gerade, profilierte Stürze. Ecklisenen sowie Geschoss- und Sohlbankgesimse gliedern das Gebäude.